# Pasierbiec

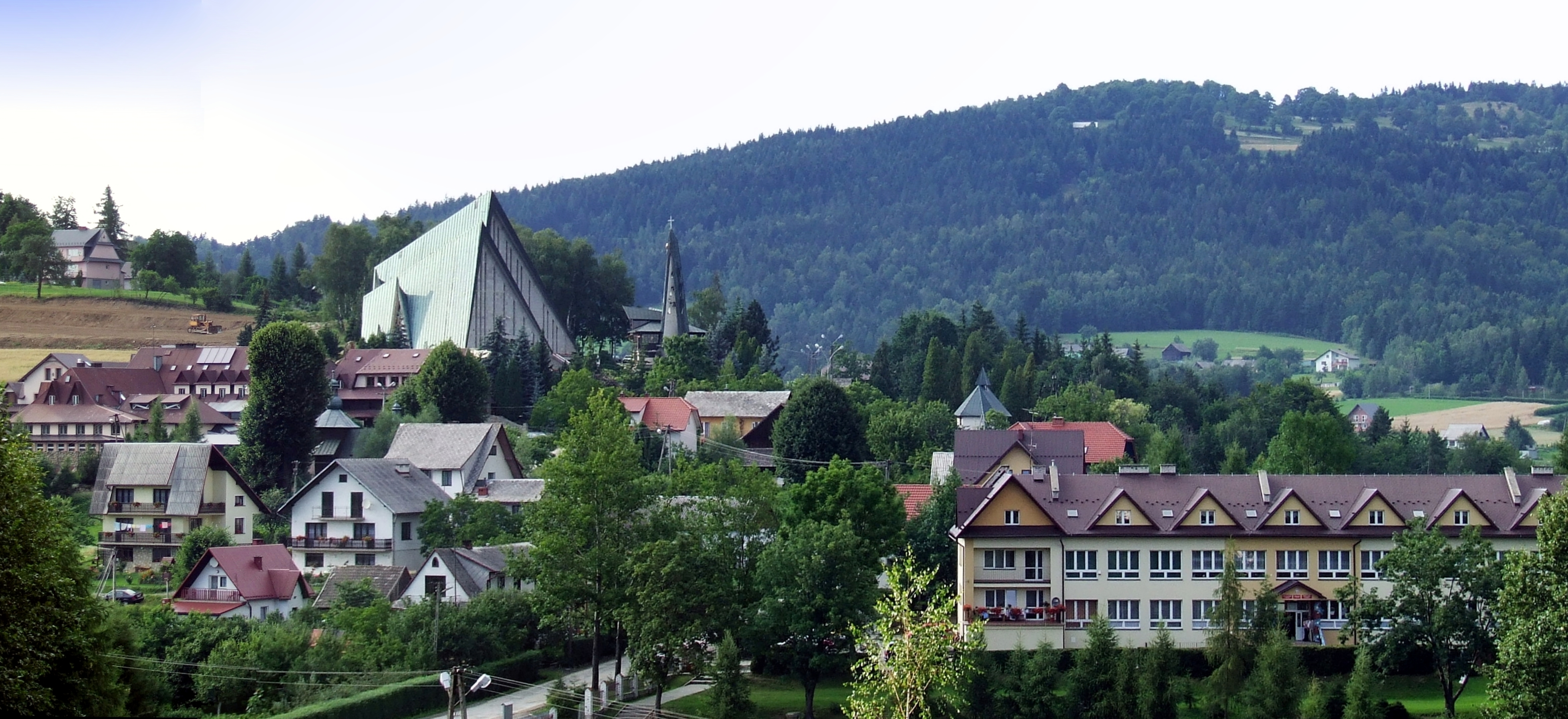
Centrum miejscowości Pasierbiec

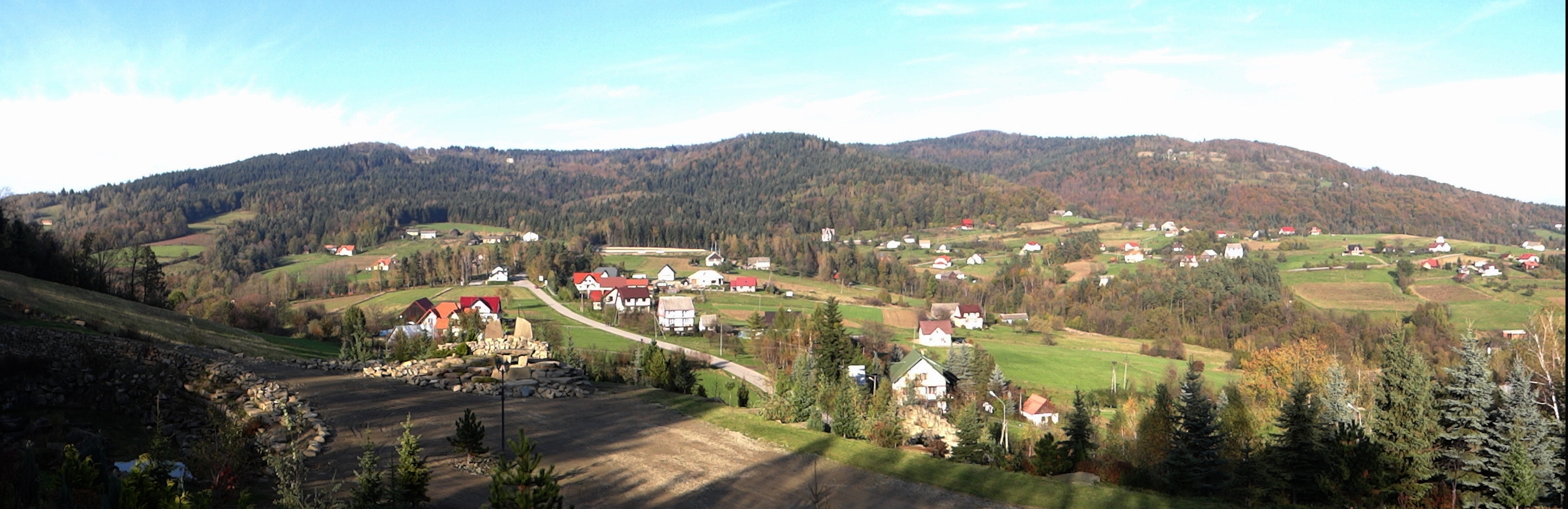
Panorama widokowa na Pasierbiec, Pasierbiecką Górę i górę Kamionna

Pasierbiec – wieś w Polsce położona w województwie małopolskim, w powiecie limanowskim, w gminie Limanowa. W latach 1975–1998 miejscowość administracyjnie należała do województwa nowosądeckiego.

## Położenie geograficzne
Pasierbiec położony jest w Beskidzie Wyspowym, pomiędzy północnymi stokami Bałażówki (548 m) i Walowej Góry, a południowymi stokami Pasierbieckiej Góry (768 m) i Kamionnej (801 m). Wieś ma charakter górzysty, położona jest na stromych stokach, a zabudowania i pola uprawne sięgają pod sam wierzchołek Pasierbieckiej Góry. Z jej odkrytego wierzchołka rozciągają się rozlegle widoki. Panorama obejmuje w kierunku od zachodu na wschód takie szczyty Beskidu Wyspowego, jak: Grodzisko, Kostrzę, Ciecień, Ćwilin, Śnieżnica, Łopień, Mogielica, Cichoń, Ostra i Pasmo Łososińskie. Na najdalszym horyzoncie widnieją Tatry, pod nimi dostrzec można Gorce.
Pasierbiec od północy graniczy z Rozdzielem, od wschodu z Makowicą i Młynnem, od południa z Walową Górą i Bałażówką, a od zachodu z Kisielówką i Rupniowem.

## Części wsi
| SIMC    | Nazwa         | Rodzaj    |
| ------- | ------------- | --------- |
| 0439470 | Burdyl        | część wsi |
| 0439486 | Mroczkówka    | część wsi |
| 0439492 | Na Końcu      | część wsi |
| 0439500 | Równie        | część wsi |
| 0439517 | Stara Karczma | część wsi |
| 0439523 | Wierzch Góry  | część wsi |

## Historia
Pierwsza wzmianka o wsi Paszijerbijecz (dzisiejszy Pasierbiec) pochodzi z roku 1465 i zaświadcza, że właścicielami tych okolic został Piotr z Lasocic herbu Drużyna.
W 1631 żona Zygmunta III Wazy zapisała dużą darowiznę na rzecz Królewskiego Kolegium Jezuitów przy kościele śś. Piotra i Pawła w Krakowie. Za te pieniądze władze zakonu zdecydowały się zakupić kilka wsi, wśród których znalazł się również Pasierbiec. W rękach jezuitów wieś pozostawała aż do roku 1773, kiedy to nastąpiła kasacja zakonu. Pasierbiec stał się ziemią królewską, co m.in. oznaczało, że miejscowi chłopi zwolnieni byli z pańszczyzny na rzecz szlachty.
W 1811 przeprowadził się do Pasierbca Jan Matras – żołnierz armii austriackiej, który po cudownym ocaleniu w bitwie złożył ślubowanie Matce Bożej, że wzniesie jej kaplicę i będzie szerzył jej kult. Na swojej posesji wzniósł niewielką kamienną kapliczkę i umieścił w niej obraz swojej Wybawicielki – Matki Boskiej Pocieszenia. Obraz i kaplica zostały poświęcone w 1823 i tak rozpoczął się kult cudownego obrazu.
Po odzyskaniu przez Polskę niepodległości otwarto w Pasierbcu pierwszą szkołę ludową. Wzniesiony wspólnymi siłami mieszkańców budynek oddano do użytkowania w 1931.
Druga wojna światowa zebrała w Pasierbcu swoje żniwo – zginęło lub zostało wywiezionych na roboty przymusowe wielu mieszkańców wsi. W okolicznych lasach gestapo zakatowało kapitana AK Józefa Bednarka, a później rozgromili jego oddział partyzancki. Pociechy przed nieustannym strachem o własne życie mieszkańcy szukali w modlitwie przed cudownym obrazem, co propagowało jego kult w okolicy.
Dynamiczny rozwój wsi nastąpił w latach 50. XX wieku, kiedy to zorganizowano tutejszą parafię, a następnie w latach 70. XX wieku, kiedy do Pasierbca wybudowano solidną drogę z Łososiny Górnej, co połączyło go z niedaleką Limanową i znacznie usprawniło transport. W tym samym okresie wzniesiono Kościół Matki Bożej Pocieszenia w Pasierbcu, który urósł do rangi sanktuarium.

## Turystyka
Wieś posiada nie tylko piękne, górskie położenie i rozległe widoki, ale również czyste powietrze i dobrze zachowane środowisko naturalne.
Szlaki turystyczne
 – z Tymbarku przez szczyt Pasierbieckiej Góry, Kamionną, Łopusze, Rajbrot, Kamienie Brodzińskiego, Kamień-Grzyb, Nowy Wiśnicz do Bochni
 – na szczyt Kamionnej
Tuż poniżej szczytu Kamionnej, na jej północnych zboczach znajduje się rezerwat przyrody Kamionna obejmujący dobrze zachowany fragment lasu (buczyna karpacka i jedliny).